# Marko Obradović
Marko Obradović (Montenegrijns: Марко Обрадовић) (Beograd, 30 juni 1991) is een Montenegrijnse aanvaller die uitkomt voor Boussu Dour Borinage. 

## Statistieken
| seizoen | club                 | land                  | competitie         | wed. | goals |
| ------- | -------------------- | --------------------- | ------------------ | ---- | ----- |
| 2009/10 | KAS Eupen            | België                | Exqi League        | 26   | 8     |
| 2010/11 | KAS Eupen            | België                | Jupiler Pro League | 16   | 1     |
| 2010/11 | KAS Eupen            | België                | Play-Off III       | 7    | 2     |
| 2011/12 | Boussu Dour Borinage | België                | Tweede klasse      | 17   | 3     |
| 2012/13 | FK Radnik Bijeljina  | Bosnië en Herzegovina | Premijer Liga      | 13   | 3     |
| 2013/14 | FK Radnik Bijeljina  | Bosnië en Herzegovina | Premijer Liga      | 27   | 12    |
| 2014/15 | FK Radnik Bijeljina  | Bosnië en Herzegovina | Premijer Liga      | 19   | 7     |
| 2015/16 | FK Radnik Bijeljina  | Bosnië en Herzegovina | Premijer Liga      | 26   | 9     |
| 2016/17 | FK Radnik Bijeljina  | Bosnië en Herzegovina | Premijer Liga      | 31   | 10    |
| 2016/17 | FK Aktobe            | Kazachstan            | Premier Liga       | 14   | 2     |
| 2017/18 | Jenisej Krasnojarsk  | Rusland               | 1.Division         | 13   | 7     |
|         |                      |                       | Totaal             | 209  | 64    |